# Bodegas Pérez Barquero
Las Bodegas Pérez Barquero son una bodega situada en el municipio español de Montilla, en la provincia de Córdoba (Andalucía). Producen vinos de la denominación de origen Montilla-Moriles.

## Historia
Las bodegas fueron fundadas originalmente en 1905 por los hermanos José, Julián y Emilio Pérez Barquero. En la década de 1970 pasaron a formar parte del grupo empresarial Rumasa. En 1985, tras la crisis financiera del holding Rumasa y su expropiación por el Estado, las bodegas fueron adquiridas por Rafael Córdoba García. A partir de esa fecha experimentaron un auge en su producción y un cambio en el modelo de negocio, apostándose por la exportación al extranjero.